# 스포어
《스포어》(Spore)는 윌 라이트가 디자인하고 맥시스가 개발한 시뮬레이션 게임이다. 이 게임에서 플레이어는 직접 신이 되어 미생물을 다세포 생물로 진화시켜 종족을 탄생시키고 부족을 이루어 문명을 창조해 우주로 진출하는 종의 진화를 관장할 수 있다. 또한 생물이나 건물, 이동수단 등을 창조하고 업로드하여 다른 플레이어가 플레이하는 게임에 등장하게 할 수 있는 시스템을 가지고 있다. 2010년 확장팩 《스포어: 우주 대모험》이 발매되었다.

## 역사

### 개발 및 발표
초창기 스포어는 "SimEverything"(심 에브리싱)이라는 이름으로 개발이 진행되었으며, 이것은 심콥터, 심앤트, 심어스, 심즈에 이어 모든 것을 시뮬레이션하는 것을 목적으로 한 것이었다. 또한 2008년 DICE에서 일렉트로닉 아츠의 CEO인 존 리치티엘로는 "이것은 월드 오브 워크래프트, 심즈, en:Rock Band를 뛰어넘을 것이다" 라고 덧붙였다.
비행 생명체와 수중 생명체 역시 공개되었다. 비행 생명체는 스포어 시연 중 깃털과 날개를 통해 알려지게 되었고 기능적인 것으로 알려졌다. 이 당시 수중 생명체는 2005년 GDC 오리지널 데모에서 공개되었고, 수중 단계로 따로 제작될 것으로 보였다. 그러나 발표 및 대중들의 예상과는 달리, 비행 생명체는 이후 정식 발매판에서 단순히 뛰어오름 횟수를 증가시켜주는 제한적인 기능을 가진 형태로 구성되었다.
게임은 출시일이 지속적으로 지연되었고 일렉트로닉 아츠의 CEO인 존 리티치엘로는 "스포어의 발매가 2008년 1월부터 3월까지 4분기의 거품을 타고 있다"고 말했다. 이어 CFO인 워런 젠슨은 "이 게임이 2008년 3월 31일에 끝나는 현재 회계연도의 회사 재무 계획에 포함되지 않을 것"이라고 말했다. 2007년 8월 1일, 리티치엘로는 다른 컨퍼런스 콜에서 "내년 3월, 4월, 5월을 정면으로 겨냥한 것"이라고 앞서 말한 것을 재공고했다. 맥시스의 부사장인 패트릭 뷰흐너 부사장은 2007년 7월 10일 G4TV 인터뷰에서 닌텐도 DS와 모바일 버전이 PC 버전과 동일한 날에 출시될 것이라고 밝혔다. 2007년 10월 윌 라이트는 스포어가 약 6개월 안에 (2008년 4월경) 준비될 것이라고 말했다.

### 발매
PC, 맥, 닌텐도 DS, 휴대전화로 발매되었다. PC와 맥용의 경우 노르딕 국가와 오스트레일리아에서는 2008년 9월 4일에 발매했으며, 유럽에서는 9월 5일에 발매, 북아메리카와 대한민국에서는 9월 7일에 발매되었다. 하지만 오스트레일리아의 상점들은 정해진 약속을 깨고 9월 1일에 발매했다. 그이전에 6월 18일, EA는 "스포어 크리처 창조기"라는 스포어를 실행시키지 않고 크리처를 생성하고 편집할 수 있는 별개의 유틸리티를 발표했다. 유료 버전을 쓰거나 Spore.com 홈페이지에서 무료 버전을 받아서 사용할 수 있다. 데모 버전은 유료로 판매하는 에디터의 25% 정도 부분의 생명체가 포함되어 있다. 참고로, 스포어를 설치하기 전에 크리처 창조기는 제거할 것을 권장하고 있다.
스포어는 발매된 지 보름 만에 전 세계에서 1백만 장 이상이 팔렸다. 한정판 "갤럭틱 에디션"(Galactic Edition)도 미리 예약판매했는데, 구성품은 제작 과정을 담은 DVD, 아트북, 포스터, 핸드북 등이며, 대한민국에서는 예약판매 개시 일주일 만에 품절되었다.
9월 5일에는 "스포어 오리진"(Spore Origin)이라는 아이폰과 아이팟 터치용 게임도 발매하였다.
12월 4일에는 첫 번째 기관팩인 〈삐죽이&동글이〉(Creepy&Cute parts pack)가 발매되었으며, 2009년 6월 26일에는 첫 번째 확장팩, 〈우주 대모험〉이 발매되었다.

## 게임플레이 및 시스템

### 게임 단계
스포어는 맥시스의 다른 게임과 같이 샌드박스 게임 형태로 진행되지만, 여느 게임들처럼 게임의 결말이 없는 것이 아니라 목표가 존재하고 게임의 결말이 존재한다.
처음 게임을 시작하면 은하에 위치한 여러 행성 중에 하나를 선택해 진행할 수 있다. 행성을 클릭하고, '세포 단계'를 선택하여 게임을 시작하면 운석이 선택한 행성의 수중에 떨어지는 영상이 재생되며 그 안에서 플레이어의 생명체가 태어난다. 이는 생명체의 기원이 외우주에서 왔다는 이론인 포자범재설을 따른 것으로, 제목의 '스포어'(포자)를 나타내는 연출이기도 하다.
여기서부터 총 다섯가지 단계로 게임이 진행된다. 또한, 사용자가 원하면 크리쳐, 부족, 문명 또는 우주부터 시작할 수 있다. 그러나 이와 같이 어떠한 단계를 건너뛰기 위해서는 첫 게임을 먼저 우주 단계까지 진행해야 하고, 우주 단계가 되었을 때 이전 단계에서 얻을 수 있는 이점 없이 플레이하게 되며, 우주 단계부터 시작했을 경우 아무런 능력과 보너스가 없는 '방랑자'라는 직업으로 플레이하게 된다.
스포어의 게임 플레이는 자신이 어떠한 행동을 했느냐에 따라서 연대기의 내용이 달라지고, 이를 통해 종족의 성향을 결정하는 시스템을 채택하고 있다. 종족의 성향은 각 단계마다 가장 위 부터 녹색, 파란색, 붉은색의 세 개 중 한 개로 정해진다.
- 녹색은 사교활동이나 평화적인 방향의 플레이를 했을 경우 얻게 된다. 주로 다른 종족들과 우호적인 관계를 형성하는 데 도움을 주는 형태의 지속효과를 얻을 수 있다.
- 파란색은 녹색으로 향하는 행동과 붉은색으로 향하는 행동을 적절히 섞어 행동하였을 경우 얻게 된다. 주로 다른 종족들과 경제적인 관계를 형성하는 데 도움을 주는 형태의 지속효과를 얻을 수 있다.
- 붉은색은 약탈과 같은 공격적인 방향의 플레이를 했을 경우 얻게 된다. 주로 다른 종족들과 전투를 할 때 도움을 주는 형태의 지속효과를 얻을 수 있다. 그러나 다른 성향에 비해 많은 자원을 사용하게 되며, 건물을 더 건설할 수 없게 되는 등의 불이익을 받게 된다.

최종적으로 우주 단계에 도달했을 때, 플레이어의 종족은 이전까지 형성한 성향에 따라 어느 하나의 정해진 '직업'을 갖게 된다. 각 직업은 고유한 특수능력이 있다.

#### 세포 단계
세포 단계는 게임의 첫 시작 단계이며, 게임에서 가장 짧은 분량을 가진 단계이기도 하다. '웅덩이 단계'라고도 하며 플레이어가 조종하는 생물은 수중에 있고, 처음은 수 마이크로미터의 단세포 생물에 불과하지만 주위의 식물성 양분을 찾아 먹거나 자신과 크기가 같은 생물을 사냥해 고기를 먹거나, 보다 작은 생물을 잡아먹으면 점점 크기가 커진다. 최종적으로 뇌를 얻어 육지 생물로 진화하는 것이 이 단계의 목표이다.
'부르기'를 통해 자신의 종족을 찾아 짝짓기를 할 수 있으며 세포를 편집할 수 있게 된다. 창조 콘텐츠에서처럼, 세포를 편집할 때 입은 반드시 부착하여야 한다. 포식을 통해 모은 DNA 점수로 세포를 편집할 때 새로운 기관들을 추가할 수 있다. 이를 통해 점차 다세포 생물로 진화한다.
플레이어의 세포는 플레이하면서 DNA 포인트를 모아 세포를 진화시킬 수 있다. 세포의 기관에는 뿔이나 독성과 같이 사냥 목적으로 공격할 수 있는 기관이나 방어 목적으로 공격할 수 있는 기관을 부착하거나, 속도나 방향 전환에 도움이 되는 기관을 부착할 수도 있다.
이 단계에서는 다음과 같은 성향 중 하나를 형성할 수 있다.
- 초식성은 종족의 식성을 초식성으로 만드는 것이다. 수면에 떠다니는 식물성 양분을 빨아먹으면 초식성에 더 가까워진다. 이 성향을 얻으면 크리처 단계에서는 과일만 먹을 수 있게 되며, 육식동물과 같은 일부 종족들에게 공격을 당할 수 있게 된다. 대신, 그 다음 단계부터는 사교 혹은 사회적 능력에 도움이 되는 여러 기술들이나 지속 효과를 얻을 수 있다.
- 잡식성은 종족의 식성을 잡식성으로 만드는 것이다. 플레이 도중 식물성 양분과 동물성 양분을 골고루 섭취해야 한다. 잡식성은 고기와 과일 둘 다 먹을 수 있지만, 초식성이나 육식성 크리처들보다 더 빨리 배고픔을 느끼게 된다. 이후 단계부터는 경제에 도움이 되는 여러 기술들이나 지속 효과를 얻을 수 있다.
- 육식성은 종족의 식성을 육식성으로 만드는 것이다. 동물성 양분을 먹거나 다른 세포의 체액을 빨아먹으면 육식성에 더 가까워진다. 육식성은 고기만 먹을 수 있으며 전투력이 강해지지만 사교 활동에 불리해진다. 이후 단계부터는 무기 혹은 군사적 능력에 도움이 되는 여러 기술들이나 지속 효과를 얻을 수 있다.

이 단계는 플레이어 종족의 식성을 결정하는 단계이며, 알파 세포를 죽이거나, 다른 곳에 떨어진 운석에서 기관을 얻어 무기를 가지게 하거나, 방어능력을 가진 세포로 진화시킬 수 있다.

#### 크리처 단계
플레이어의 생물이 진화하여 뇌를 가지게 되면, 웅덩이 단계의 수중을 벗어나서 육지로 맵을 옮기게 된다. 세포 단계에서 식성을 형성하고 난 후 자신에게 맞는 식성의 음식을 먹어야 한다. 세포 단계에서 부착한 기관을 떼어버리면 크리처 단계에서는 더 이상 세포 단계의 기관을 부착할 수 없다.
크리처 단계에서는 사냥 및 포식행위 외에 동료, 다른 종족과의 의사소통도 할 수 있다. 포식이나 타 종족과 친구관계를 맺으면 DNA 점수를 모을 수 있고 세포 단계와 마찬가지로 '부르기'를 사용해 교미도 실시하여 새로운 기관들을 추가할 수 있다. 지능이 높아지면 다음 단계로 가게 된다.
이 단계에서는 하늘에서 내려다보는 듯한 평면적인 시점에서 입체적인 시점으로 바뀌며 세포 단계에서보다 더 구체적인 진화를 할 수 있게 된다. 또 기관을 모아 다양한 형태의 크리처를 만드는 시도가 가능하다. 크리처를 편집하는 것은 크리처 편집기의 사용방식과 같다. 기관은 세포 단계에서처럼 알파 크리처를 감동시키거나 처치하여 얻을 수 있다.
크리처 단계를 진행 중 체력이 1000이나 되며, 거대하고 강한 크리쳐가 등장하는데 이는 '에픽 크리쳐'라고 한다. 에픽 크리처는 플레이어와 친구가 될 수 없으며 근처에 존재하는 모든 크리처들을 공격한다. 하지만 그 크리처의 주변에 기관을 얻을 수 있는 오브젝트인 뼈를 많이 찾을 수 있다. 그리고 무리에서 떨어져 혼자 다니는 크리처가 종종 보이는데, 250의 체력을 가졌으며 이름 앞에 '방랑자'가 붙는다. 이들을 물리치거나 친구로 만들면 더 많은 DNA 보상을 받을 수 있다.
크리처 단계는 보다 고등 생명체로 진화하여, 최종적으로 지적인 생명체로 진화하는 것을 목표로 한다. 플레이어의 크리처는 진화를 하면서 점점 무리 구성원의 수를 늘릴 수 있는 등 사회적 동물로 나아가게 된다. 다른 동물들을 멸종시키거나, 다른 동물들과 친구가 되어 무리에 합류시키면 진화하게 되는데, 이러한 행위를 계속하면 뇌가 점점 커져 지적 생명체로 진화하게 된다. 크리처 단계를 완료하면 부족 단계로 나아갈 수 있다.
- 사교가는 종족의 관념을 우호적이고 친화적으로 만드는 것이다. 다른 크리처들과 친구가 되는 행위를 하면 사교가에 가까워진다. 부족 단계에서 족장의 능력으로
- 지략가는 종족의 관념을 계산적으로 만드는 것이다. 상황에 따라 많은 동맹과 많은 적을 만들게 한다. 부족 단계에서 족장의 능력으로 근처 야생동물을 자신의 편으로 만들 수 있는 능력을 부여한다.
- 약탈자는 종족의 관념을 공격적이고 비우호적으로 만드는 것이다. 다른 크리처들을 죽이거나 멸종시키는 행위를 하면 약탈자에 가까워진다. 부족 단계에서 족장의 능력으로 자신의 주위에 폭탄을 떨어뜨릴 수 있는 능력을 부여한다.

이 단계를 벗어나면 플레이어 종족의 진화 시대는 끝이 나며, 더 이상 종족을 편집할 수 없게 된다.

#### 부족 단계
플레이어의 생물은 높은 지능을 가지게 되어, 수렵이나 채집을 공동으로 실시하는 종족을 형성한다. 부족 단계에 진입하는 동안 재생되는 컷신으로 플레이어의 종족 중 하나의 개체가 나뭇가지를 들어 자신의 보금자리를 두들기기 시작하는데 이 동안 차라투스트라는 이렇게 말했다의 일부가 재생되고, 나뭇가지를 다른 방식으로 사용하는 방법을 알아내게 된다. 이 장면은 2001: 스페이스 오디세이에서 최초의 인류가 뼈를 도구로 사용하기 시작하는 장면을 재현한 패러디이다.
크리처 단계까지는 부르기를 통해 생물의 진화를 시도하면 종족 연대기에 천만 년이나 억 단위의 시간이 흘러가게 되는데, 여기서부터는 문명이 만들어지기 시작한 시점이기 때문에 연대기의 진행 속도가 10만년 단위로 확실히 느려지며, 그러한 이유로 플레이어의 생물을 더 이상 편집시킬 수 없게 된다. 그 대신 집이나 도구를 스스로 설계해 자신의 생물에게 주어 하여금 사용하게 할 수도 있다.
부족 단계는 RTS 방식으로 게임이 진행되며, 자신의 부족원들을 유닛으로서 조종하여 지휘할 수 있게 된다. 다른 부족과 동맹을 맺거나, 멸망시키면서 게임을 진행하며, 총 5개의 부족과 동맹 혹은 전쟁을 벌여 승리하면 문명 단계로 나아가게 된다.
부족 단계에서는 두 가지 방법 중 하나로 다른 부족을 정복할 수 있다. 첫 번째는 사교적인 방향으로 부족을 정복하는 것이고, 두 번째는 부족의 주 오두막을 파괴하여 부족을 정복하는 것이다. 사교적인 방향은 부족원에게 악기를 들려주고 족장을 지휘자로 삼아 다른 부족에게 다가가 순회공연을 하는 방식이며, 호전적인 방향은 부족원들에게 무기를 쥐어 다른 부족의 오두막을 공격하여 무너뜨리는 방식이다.
이 단계에서 등장하는 족장은 와일드 카드로서 기능한다. 죽어도 다시 살아나며, 다른 부족원들보다 더 강한 체력을 가지고 있다. 특정한 행동을 하기 위해 필요한 도구를 들지 않고서도 다른 모든 활동에 참여할 수 있는 유닛이다.
다른 부족들은 플레이어의 부족과는 다른 종족이며, 이는 구석기 시대 생물학적으로 달랐던 호모 사피엔스와 네안데르탈인의 관계로 볼 수 있다. 부족 단계의 전체적인 분위기는 영어에서 'Tribe'라고 하면 떠오르는 이미지인 아메리카 원주민, 호주 원주민, 폴리네시아 원주민 혹은 사하라 이남 아프리카 지역 원주민의 양식을 따르고 있다.
문명 단계로 나아가게 되면 부족 단계에서의 행적에 따라 문명을 건설하는 과정이 달라진다.
- 우호적은 부족이 우호적인 성향을 띠게 만들며, 협력의 중요성을 이해하고 자원을 공유하며 다른 부족과 함께 번영하는 성향으로 만든다. 우주 단계에서 다른 제국과 우호적인 관계에서 시작하도록 한다. 또한 문명 단계에서 플레이어의 국가를 종교 국가로 시작하게 한다.
- 계산적은 부족이 상황에 맞게 싸우거나 동맹을 맺는 유연한 성향으로 만든다. 우주 단계에서 식민지 도구를 할인하여 구입할 수 있다. 또한 문명 단계에서 플레이어의 국가를 경제 국가로 시작하게 한다.
- 호전적은 종족이 호전적인 성향을 띄게 만들며, 모든 자원을 자신의 것으로 만들기 위해 움직이는 공격적인 성향으로 만든다. 또한 문명 단계에서 플레이어의 국가를 군사 국가로 시작하게 한다.

#### 문명 단계
종족은 발전하고 성벽을 가지는 도시로 변화한다. 자신이 사는 행성(또는 위성) 전체를 바라볼 수 있게 되며, 자신의 도시 이외에도 자신과 같은 종족으로 이루어진 다른 도시 등이 있고, 도시의 건물, 차량, 배, 비행기 등을 스스로 만들 수도 있다. 여기서 플레이어는 군사, 포교, 무역 중 하나의 방식을 통해 다른 도시를 점령할 수 있다. 우주 단계에 영향을 미치는 또 하나의 관문이기도 하며, 이 단계의 최종 목표는 행성을 자신의 영토로 통일하는 것이다.
플레이어는 부족 단계에서 걸어온 길에 따라 종교적, 경제적, 군사적 국가 중 하나로 시작하며, 그에 따른 점령 방식이 모두 다르다. 자신의 국가와 다른 전문성을 가진 국가를 정복할 시, 북위 효문제와 같이 자신이 그 국가의 이념을 따를 지, 혹은 동화 정책을 사용하여 자신의 이념을 따르게 할 지 결정할 수 있다. 해당 국가의 이념을 따른다면 이후에는 다른 형태의 점령 방식을 진행할 수 있게 되며, 점령한 방식과 기존 도시의 방식 중 하나를 선택하는 방식으로 진행한다. 최종적으로 모든 도시를 가졌을 때, 가장 많은 비율을 가진 도시 혹은 플레이어의 행동(공격, 무역 등)에 따라 형성된 이념을 따르게 된다. 이 때 처음 시작된 도시의 이념을 우선적으로 따르며, 다른 도시를 점령할 때 다른 두 이념을 가진 도시의 이념을 그대로 두어 동일한 비율을 유지한다 하더라도 처음 시작된 도시의 이념을 무너뜨릴 수 없다.
이 단계에서 플레이어는 육상, 해양, 공중 세 가지의 다양한 이동수단을 조종하게 되고, 크리처 단계에서부터 등장하는 '스파이스'라는 자원을 채굴할 수 있게 되는데, 이를 통해 자금을 모아 새 유닛을 만들거나 다른 국가와 무역을 하게 된다. 스파이스가 뿜어져 나오는 곳에 스파이스 광산을 설치할 수 있는데, 스파이스 광산을 설치하면 주기적으로 자산이 늘어난다. 부족 단계에서 사용했던 의복에 의한 강화 효과는 사라지며, 꾸미기 용도로만 사용되지만 가발이나 정장 등 유럽식 복식이 추가된다.
문명 단계에서는 도시를 설계할 수 있다. 자신의 도시에 시청을 중앙으로 하여 주택, 오락 건물, 공장, 포탑을 설치할 수 있다. 주택은 도시의 인구를 증가시키며, 이동수단의 최대 수를 늘리는 역할을 한다. 오락 건물은 도시의 행복도를 증가시키는 역할을 한다. 공장은 도시의 경제력을 향상시키는 역할을 한다. 그러나 공장과 오락 건물이 가까운 곳에 있어 영향을 주고 받게 될 경우 도시의 불행이 증가하는 정도가 더욱 많아진다. 도시의 불행이 지나치게 높을 경우, 시민들은 한 자리에 집회 및 시민 저항을 하기 시작하는 모습을 볼 수 있다.
- 종교적은 문화 및 종교를 통해 번영하게 되며 국가를 종교국가로 바꾸게 한다. 이 도시의 시민들은 음악을 연주하며 춤을 추거나 망원경으로 하늘을 관찰하며 천문학 지식을 쌓고, 주기적으로 거행되는 신성한 의식에 참여한다. 유닛의 공격 방식은 군사적 국가와 같지만, 포교 행위 및 철학 전파와 같이 묘사되며 타 도시를 자신의 종교로 개종시킬 수 있다. 군사적 국가와 비슷하게 공격함에도, 군사 국가와 달리 건물을 파괴하지 않아 잔해가 남지 않는 등의 차이점이 있다. 신은 '스포드'라는 중립적인 신으로 묘사된다. 우주 단계에서 종교적 문화를 확립하였을 경우 모든 식민지에서 일어나는 대멸종 발생 빈도를 떨어뜨리는 능력을 얻는다.
- 경제적은 현금과 무역을 통해 번영하게 되며, 국가를 자본주의적으로 바꾸게 한다. 이 도시의 시민들은 룰렛을 돌리거나 혹은 야바위를 하며 도박을 하거나 서로 돈다발을 나누고, 경매를 하는 것을 볼 수 있다. 이 도시에서 생성된 유닛은 다른 국가와 무역을 해 서로 경제적 이익을 볼 수 있다. 도시를 점령하는 방식은 다른 두 방식에 비해 다른 형태로 점령하는데, 무역로를 통해 시간이 지나 도시를 구매하고, 뇌물을 주어 일꾼들을 자신의 세력으로 만드는 방식으로 운용하게 된다. 우주 단계까지 경제적 문화를 확립하였을 경우 모든 식민지의 스파이스 생산력이 늘어나는 능력을 얻는다.
- 군사적은 무기와 군대에 의해 번영하게 되며, 국가를 군국주의적으로 바꾸게 한다. 이 도시의 시민들은 주기적으로 훈련을 받는 시민, 사람들 사이에서 주먹으로 결투를 하는 시민, 민간인을 징병하여 확성기로 군인이 됨을 선포하는 모습을 볼 수 있다. 군사적 유닛은 통상적인 RTS 게임처럼 공격 행위를 통해 도시를 정복하지만, 종교적 국가와 다르게 다른 모든 건물들을 파괴시켜야 도시를 점령 가능하다. 우주 단계까지 군사적 문화를 확립하였을 경우 해적을 쫓아내 약탈 및 침공 가능성을 줄이는 능력을 얻는다.

#### 우주 단계
행성을 통일하면 플레이어의 종족은 종족의 국가가 제국이 됨을 선포하고 우주선을 개발할 수 있게 되어 태양계로 진출할 수 있게 된다. 플레이어는 물론 우주선도 직접 설계할 수 있다. 모성을 뛰쳐나와 다른 행성으로 이주하거나 다른 행성의 종족과 싸울 수 있게 되며 식민지화할 수도 있다. 문명 단계에서 더욱 진보된 모습의 의복을 설정할 수 있게 되며 강철 날개, 나사를 몸에 박는 것 등 트랜스휴머니즘적인 디자인이 추가된다.
확장팩 《우주 대모험》이 설치되어 있으면, 우주 단계까지 진행하고 대모험 튜토리얼을 클리어 할 시 대모험 창조기 기능을 사용 가능하게 한다. 그리고 우주로 나갔을 때 함장의 이름을 설정할 수 있게 되고 이 개체가 다른 대모험을 달성하는 데 종족의 대표로서 플레이하게 된다. 다른 종족과 관계를 증진하기 위해 임무를 받으면 종종 대모험 관련 임무를 받게 되기도 한다.
플레이어는 더 이상 신이나 한 종족의 대표가 되는 것이 아니라 우주선의 함장으로서 다른 제국과 외교관계를 형성하거나, 직접 전장에 뛰어들거나, 제국을 지키는 요원이 될 수 있다. 세포 단계부터 문명 단계까지 어떤 길을 따라왔느냐에 따라 아래 중 하나의 직업이 결정된다. 카드 색상 순서는 상관하지 않으며, 아래 색상의 수에 따라 달라지기에 각 단계에서 어떤 지속효과가 우주 단계에서 가장 효과적인가를 계산하고 적절히 배합하게 된다. 또한 각 직업마다 고유 능력이 있으며, 이것이 플레이어 종족의 제국 이념(철학)이기도 하다.
| 녹색 | 파란색 | 붉은색 | 직업     | 직업 능력                                                 |
| ---- | ------ | ------ | -------- | --------------------------------------------------------- |
| 3    | 0~1    | 0~1    | 무당     | 고향 행성으로 곧바로 귀환할 수 있음                       |
| 0~1  | 3      | 0~1    | 무역업자 | 다른 제국과의 무역 진행상황을 빠르게 진전시킬 수 있음     |
| 0~1  | 0~1    | 3      | 전사     | 행성에서 해적을 소환하여 약탈시킬 수 있음                 |
| 2    | 2      | 0      | 외교관   | 행성의 모든 우주선과 포탑을 일시 정지시킴                 |
| 2    | 0      | 2      | 광신도   | 타 제국의 행성을 즉시 자신의 행성으로 점령 (패널티 있음)  |
| 0    | 2      | 2      | 과학자   | 행성의 모든 구조물 파괴 (패널티 있음)                     |
| 2    | 1      | 1      | 생태학자 | 행성의 모든 동식물 개체를 납치                            |
| 1    | 2      | 1      | 음유시인 | 전쟁 중인 다른 제국들과의 관계를 일시적으로 중립으로 변경 |
| 1    | 1      | 2      | 기사     | 자신의 우주선과 똑같은 다른 작은 우주선 하나를 소환       |
| 0    | 0      | 0      | 방랑자   | 아무 능력 없음 (종족이 우주 단계부터 시작할 경우)         |

우주 단계는 스포어에서 창조 콘텐츠를 제외하고 가장 방대하고 많은 콘텐츠를 지닌 단계이다. 이로 인해 종종 "샌드박스"(sandbox) 모드로도 불리는데, 왜냐하면 플레이어는 거의 모든 것을 조종할 수 있기 때문이다. 한정된 목표만 플레이어에게 주어지던 이전 단계보다 우주 단계에서는 하고 싶은 다양한 것을 할 수 있는 자유를 준다. 실제로 우주 단계는 다른 단계에서보다 더 많은 기능을 지원하며, 식민지 건설 및 행성 기후 조작, 행성 조형, 생명체 창조 및 변경, 행성의 크리처 근처에 모노리스를 설치하여 지적 생명체로 진화시키기 등을 할 수 있으며 이러한 행위는 게임 컨텐츠의 대부분을 차지한다.
스파이스는 우주 단계에서도 유용한 자원으로 기능한다. 스파이스는 붉은색, 노란색, 녹색, 파란색, 분홍색, 보라색으로 총 6가지 색상이 있으며, 붉은색이 가장 싸고 흔하며 보라색으로 가면 갈수록 가장 희귀하고 높은 값을 가진다. 게임 시스템상으로 항성이 청색 항성에 가까울 수록 행성의 테라포밍은 더 힘들어지지만 더욱 희귀한 스파이스가 생길 확률이 증가한다. 한 행성당 한 가지의 색의 스파이스를 생성한다. 플레이어는 언제나 붉은색 스파이스를 뿜는 행성에서 시작하며, 다른 색상의 스파이스는 다른 행성에서 채굴하여 다른 제국에 팔 수 있다. 스파이스를 채굴하면 식민지 저장고에 저장되며, 플레이어의 우주선이 직접 다가가서 회수하는 시스템으로 이루어져 있다. 스파이스의 가격은 시세에 따라 달라지기도 하며, 스파이스의 색상에 따라 달라지기도 한다. 수요와 공급에 따라, 어떠한 한 제국이 특정 색상의 스파이스를 가지고 있지 않으면 해당 색상의 스파이스는 비싼 가격에 팔리게 되며, 행성에서 스스로 생성할 수 있는 스파이스의 색상을 팔게 될 시 항상 최저가로 팔게 되는 등, 경제 시스템이 구축되어 있다.
플레이어는 또한 행성을 테라포밍 할 수 있는데, 행성에는 '개발 점수'(Terrascore)가 있으며 이는 0점부터 3점까지 총 4단계가 있다. 이 점수는 'T'로 줄여져 불려지며 플레이어 모행성의 개발 점수는 언제나 3점으로 시작하고, 은하계에는 생명체가 살 수 없는 T0 행성이 대부분이다. T0 행성들은 너무 가까워 온도가 너무 높거나, 너무 차가워 온도가 너무 낮은 행성들이 대부분을 차지한다. 설령 행성이 생명체 거주가능 영역에 위치해 있더라도 T0 행성이 등장할 수 있다. 이러한 행성은 주로 대기가 너무 많이 밀집되어 있거나, 대기가 너무 적어 생명체가 살 수 없는 행성이다. 플레이어는 적절한 재정을 투입하여 테라포밍 도구를 구입할 수 있는데, 이를 통해 행성을 개발할 수 있다. 플레이어의 우주선은 T0 행성에 식민지를 건설할 수는 있지만, 돔 형태의 보호막이 생성되고 행성에 건물을 건설할 수 없으며 이동수단을 만들 수 없게 된다. 따라서 식민지로 인해 경제적인 이익을 얻을 수도 없게 된다. T1 행성부터는 건물을 건설하고 이동수단을 생성할 수 있지만, 동식물이 채워지지 않으면 여전히 개발이 진행되지 않은 것으로 간주되어 스파이스 채굴을 할 수 없게 된다. 개발 점수에 따라서 식민지의 개수 및 도시에서 건설할 수 있는 건물의 수가 달라지기 때문에, 플레이어들은 가능하면 개발 점수를 높이게 된다.
개발 단계에서, 본래 이 행성 개발 점수 기능은 10단계까지 존재했고  0점인 행성은 절대로 개발할 수 없었다. 더불어 플레이어 종족의 생태에 따라 좋은 기후와 나쁜 기후가 존재했다. 예를 들면, 물속에서 사는 종족은 바다가 많은 행성을 선호하게 될 것이고, 뜨거운 곳에서 나타난 종족은 뜨거운 행성을 선호하게 될 것이다. 하지만 그 반대인 기후를 선호하는 종족은 그러한 행성을 선호하지 않을 것이며 이에 따라 그러한 행성들의 행성 개발 점수는 낮아질 것이다. 그러므로 플레이어의 종족 특성에 따라 개발 점수가 다르게 표시되는 것으로 설계되어있었으나, 실제 발매된 게임에서는 몹시 간소화되고 삭제되었다.
플레이어는 우주 단계에서 여러 가지 소과제를 달성하여 배지를 획득할 수 있는데, 배지를 획득하면 획득할수록 플레이어의 제국은 더 발전하여 더 다양한 기능을 제공할 수 있게 된다. 그 중에는 크리처를 창조하거나 지표면에 있는 크리처를 변경하여 견본을 만들 수 있는 기능이 있기도 하다. 이러한 기능은 인터뷰에서도 소개되었다.
우주에는 다양한 보물이 있으며, 해당 보물들을 찾아서 은하계를 탐험할 수도 있다. 보물들은 종종 비싼 값에 팔리며, 화석, 보석, 스포어 세계관의 역사가 담긴 유물 등이 존재한다. 그 중 두루마리는 종족의 철학을 담아 놓은 고서와 같으며, 가장 가격의 변동이 심한 것으로 설정되어 있다. 판매할 때 상대 종족의 철학과 똑같은 두루마리일 경우 수요가 높은 것으로 판단하여 높은 값에 팔리는 것으로, 반대되는 철학일 경우 낮은 값에 팔리는 것으로 설정되어 있다. 또 이와 같은 탐사를 통해 행성을 꾸밀 수 있는 행성 조형 도구나 행성 색칠 도구를 획득할 수 있다. 우주에서는 보물뿐만 아니라, 원시 행성계 원반, 블랙홀, 쌍성계 등 특이한 천체를 발견할 수 있으며, 이에 나아가서 "동화나라 행성"이라 불리는 독특한 행성을 발견할 수도 있다. 이러한 행성은 대부분 개발 점수가 3점으로 측정되어 있으며 톱니바퀴, 큐브 등 독특한 형태의 지형을 형성하고 있다. 이와 같은 탐사 기록은 '수집품'으로 간주된다.
우주 단계를 플레이하다 보면, 플레이어 종족의 제국은 여러가지 위험에 처하게 된다. 제국의 소도시는 우주 해적이나 적대적인 다른 제국으로부터 공격받을 위험이 있으며, 한 동물 개체군의 바이러스가 퍼져 생태계의 대멸종이 예상되면 식민지의 시민들이 플레이어에게 전갈을 보내 도움을 청한다. 이와 같은 모든 위기는 플레이어의 우주선이 직접 가서 상대해야 한다.
우주 단계의 중반부터 플레이어는 은하의 중심부 근처를 지키고 있는 강력한 제국인 그록스(Grox)에 대한 존재를 알게 되고, 결국 게임의 후반에 마주하게 된다. 우주 단계의 최종 목적은 은하의 중심부에 접근해 종족의 영적 성장을 이루는 것이기에 그록스와 동맹을 맺거나 전쟁을 하여 이기는 방법 중 하나로 플레이하게 된다.
게임의 엔딩은 은하계의 중심에 다다른 플레이어 종족의 우주선이 '스티브'라는 이름을 가진 우주선을 만나게 된다. '태양계의 3번째 행성으로 오라'고 부탁한다. 스티브의 부탁을 듣게 되면 42개의 생명발생장치를 받게 된다. 이는 《은하수를 여행하는 히치하이커를 위한 안내서》의 패러디인데, 해당 작품에서 "42"는 '삶, 우주 그리고 모든 것에 대한 궁극적 질문의 해답'을 나타내는 숫자이기 때문이다. 스티브의 말대로 우주 단계에서 은하의 가장 긴 팔 부근에 태양이라는 이름을 가진 항성계를 발견할 수 있고, 그 안에 지구가 존재하는 이스터 에그가 있다. 또한 지구의 스파이스 위치는 지구에 존재하는 화산과 같다. 이것으로 스포어의 배경은 우리 은하임을 알 수 있으며, 게임에서 항상 등장하던 스파이스는 화산이라는 것을 알 수 있다. 영어가 아닌 다른 언어로 설정한 채로 엔딩을 보게 될 시 스티브는 심리시로 대화하게 된다.

### 삭제된 단계
스포어가 출시되기 전 개발 중, 혹은 게임 시연회 등지에서 나타났지만 공식 게임에서는 간략화되거나, 삭제된 기능 혹은 단계들이 존재한다.

#### 분자 단계
분자 단계(Molecular Stage)는 코아세르베이트와 같이 분자를 조합하여 하나의 유기체를 구성하는 단계로, 게임의 가장 첫 번째 단계로 구상되었다. 그러나 해당 단계는 2007년 TED를 통한 시연 영상과 초기 공식 트레일러 영상에만 남아 있으며 이에 대한 묘사는 테트리스 게임과 비슷한 것으로 알려져 있다. 하지만 분자는 플레이어가 조종할 수 없는 것이며, 자연발생설 보다 포자범재설이 더 흥미로운 게임 전개를 이끌어낼 것이라고 생각되어 공식에서 삭제되었다.

#### 수중 단계
수중 단계(Aquatic Stage)는 어류, 양서류, 파충류에 관련된 단계로, 디자인적으로 보면 마치 지구의 선캄브리아대 혹은 고생대를 연상케 하는 단계이다. 이 단계가 공개되었을 당시엔 물 속에 크리처가 존재하는 세포 단계와 플레이어의 크리처가 육지로 올라와 생활하는 크리처 단계 사이에 존재하는 단계로 기능했다. 스포어가 정식 발매된 후에도 우주 단계에서 만나는 모든 생물들이 오직 육상 생물로 진화된 종족들만 존재하는 것에 의문을 가지는 플레이어들이 있었으며, 더 나아가 수중 문명에 대한 의견도 제시되었다. 이러한 분위기 덕에 수중 문명 관련 일러스트도 몇 장 공개되었다.
또한 이 단계는 2007년 공식 게임 트레일러에서도 분자 단계와 함께 묘사된 바 있으며, 가장 많은 정보가 유출되어 스포어 플레이어들에게 가장 잘 알려져 있는 삭제된 단계이기도 하다. 게임 개발자 회의 2005년 영상에서, 수중 단계 공개 당시에는 세포 단계와 비슷하게 식성을 결정한 후 물고기를 사냥하거나, 해조류 혹은 해초를 먹으며 진화하는 방식으로 공개되었다. 윌 라이트가 비행을 하는 생물들을 위한 공중 도시는 구현하지 않을 것이라고 밝힌 것에 비해 수중 도시는 흥미롭다고 밝힌 적이 있었다. 더불어 2005년 시연 영상의 문명 단계를 조명하는 부분에서는 잠수함 형태의 이동수단도 공개되어, 수중 단계에서 그대로 수중 생물로 진화하는 기능 역시 구현될 것이라고 예상되었다.
그러나 사우스 바이 사우스웨스트 등 다른 게임 행사에서 밝히길 2007년 당시 수중 애니메이션과 수중 좌표, 카메라 계산 등을 기술적으로 구현하기 힘들었기에 당장 발매되지는 않았으며, 추후 확장팩으로 추가될 가능성 역시 점쳐졌다. 그리고 실제로 두 번째 확장팩으로 "The Depths" 라는 이름의 확장팩을 광고하는 목적으로 만들어진 이미지 파일이 데이터마이닝을 통해 알려지게 되었지만, 첫 번째 스포어 확장팩인 "우주 대모험"의 흥행 실패가 발목을 잡아 구현되지 못하였다.

#### 도시 단계
도시 단계(City Stage)는 문명 단계 이전의 단계이며, 마치 심시티와 비슷하게 진행된다. 이 역시 2005년 개발 과정을 담은 게임 개발자 회의 영상에서 공개되었다. 도시 단계는 부족 단계와 문명 단계의 중간 단계로서, 하나의 도시를 더 큰 도시로 성장시키는 것을 목표로 한다. 도시 단계는 게임의 설계를 미루어볼 때 역사 시대 중 현대 시대 이전의 시대를 구현하려 했던 것으로 보이며 인류사의 기원전부터 19세기까지의 모습을 담아내려 한 것으로 보인다. 또, 본래 이 단계에서 건물을 설계할 수 있었다.
도시 단계는 부족 단계와 달리 농경 사회로 묘사되었다. 농장 및 목장을 설치하여 농사를 지을 수 있었으며, 가축을 길들일 수 있는 것으로 묘사되었다. 가축을 길들이는 기능은 부족 단계로 통합되었지만, 농업 기능은 삭제되었다. 이를 통해 부족 단계는 선사 시대, 혹은 수렵채집사회인 초기 공동체 사회를 모티브로 한 것이며, 도시 단계부터는 농업 및 국가를 형성하는 시기를 모티브로 한 것으로 유추 할 수 있다.
도시 단계에는 '오염'이라는 요소가 존재했다. 본래는 자신의 국가를 개발하는 도중 나타나는 위험 요소로 추정되었지만, 해당 요소는 삭제되었다. 그 대신 스포어의 문명 단계에서 군사적 문명이 다른 문명을 공격하여 정복하거나, 핵무기와 관련된 무기를 통해 자신의 영토로 편입했을 경우 일부 지역에는 방사능 낙진 효과로 인해 건물을 더 이상 지을 수 없는 것으로 표현된다.
도시에는 내부 범죄나 부정부패와 같은 묘사도 있을 것이라고 언급하였다. 당시 인터뷰에서 알려진 것은 플레이어가 다른 부족, 도시, 행성을 공격하거나 약탈 행위를 하게 된다면 범죄가 생길 위험이 있었고, 이것을 줄일 수 있는 방법은 징역형, 사형, 추방, 고문형을 내리거나 집행유예로 진행했을 수 있을 것이라고 말하였다.
또 부족 단계부터, 이 단계를 포함하여 우주 단계까지 해당 종족의 문화가 얼만큼 감성적인지, 혹은 얼만큼 이성적인지, 우호적인지 호전적인지 등의 문화 기능이 추가될 예정이었고 이것을 보는 도표는 3개의 축으로 보여주는 3차원 차트 형식으로 구현되려 했었으며, 다른 문명의 문화와 그래프의 거리가 멀면 초기 관계도가 낮아지고 가까울수록 초기 관계도가 증가하는 방식과 같이 설계되었으나 정식 버전에서는 삭제되었다. 이 문화 기능은 문명 단계의 이념으로서 남아 있으며, 예술적, 학문적 성향은 문명 단계의 '종교적 국가'로 통합되었다. 이러한 모습은 한 도시에서 시민들이 행동하는 모습으로 고스란히 드러난다.

### 창조
창조는 게임을 시작하기 전 메인화면에서 들어갈 수 있는 다른 메뉴로, 이곳에서 크리처를 만들거나 부족 의상, 문명 의상, 문명의 이동수단, 우주선 등을 만들 수 있다. 플레이어들이 이 기능을 통해 만들어낸 것들은 창조물 이라고 불리며, 창조물을 Maxis 서버에 업로드 할 경우 다른 플레이어의 게임에서 등장할 가능성이 있다.
창조 콘텐츠는 스포어에서 가장 큰 비중을 차지하고 있으며, 본 게임보다 더 많은 비중을 차지하기도 한다. 스포어 게임 컨텐츠의 대부분은 창조에서 오는데, 게임의 결말이 주어져 있는 본 게임보다는 플레이어의 창의력을 통해 여러가지 창작물을 만들 수 있으며 다른 사람들과의 공유가 이루어지기 때문이다. 그리고 수많은 플레이어들이 만든 모드 등으로 새로운 기관을 추가시킬 수 있고, 게임은 확장될 수 있다.

#### 창조기
스포어에는 각 종류별로 창조기 혹은 생성기(Creator), 또는 편집기(Editor)라고 불리는 기능을 제공한다.

##### 크리처 창조기
크리처 창조기(Creature Creator)는 스포어에서 가장 잘 알려져 있는 기능으로, 동물을 창조 할 수 있는 창조기이다. 동물을 만들기 위해서는 신체 기관 중 반드시 입이 필요하며, 입을 추가하지 않았을 시 크리처는 저장되지 않는다. 크리처 창조기에서는 플레이어가 세포 단계에서 형성한 식성과 관계 없이 다양한 입을 추가할 수 있다. 시스템적으로 잡식 크리처가 아니더라도, 초식성 입과 육식성 입을 동시에 추가하여 잡식성으로 만들 수 있다.
크리처 창조기는 두 가지 창조기로 나뉘어져 있는데, 하나는 세포-크리처 창조기이며 다른 하나는 일반 크리처 창조기이다. 세포-크리처 창조기는 세포 단계에서 사용된 기관들을 사용하여 크리처를 만들 수 있지만, 원시적인 형태의 크리처 밖에 만들 수 없다.
크리처들은 어떠한 기관을 통해 능력을 얻을 수도 있고 잃을 수도 있다. 예를 들어, 초식성이라고 하여 무조건 공격 능력이 없는 것이 아니라, 무기 분류에 존재하는 여러 가지 무기 기관들을 부착하면 공격 능력을 강화시킬 수 있다. 반대로 육식성 동물이라고 하여 무조건 사교 능력이 없는 것이 아니라, 사교 혹은 세부 기관에 있는 기관들을 부착하면 사교 행위를 강화시킬 수 있다. 숨어서 이동할 수 있게 하거나, 재빠르게 움직일 수 있게 하거나, 날아다닐 수 있게 하는 기관들도 존재한다. 낮은 등급을 가진 기관을 부착하게 되면 DNA 포인트가 많이 소비되지 않고, 높은 등급을 가진 기관을 부착하게 되면 그만큼의 DNA 포인트가 소비된다.
크리처 창조기에는 다양한 기관이 있지만, 기관에 따라 주어지는 능력 및 효율이 다르기 때문에 실제 플레이에서는 사용하는 기관이 몇 가지로 정해지는 경우가 상당히 많다. 하지만 크리처 창조기에서는 플레이어가 원하는 방향으로, 기관을 더 이상 추가할 수 없게 하는 제한사항인 "생물 복잡도"를 넘어서지 않는 한 자유롭게 만들 수 있다. 기본적으로 대칭 동물을 만들 수 있지만, 비대칭 동물 역시 만들 수 있으며, 머리가 세 개인 생물을 만들 수도 있는 등 그 가능성은 무궁무진하다.
그러나 다양한 가능성에 비해 크리처를 색칠하는 것은 굉장히 제한적이다. 색칠은 세 가지의 분야로 이루어져 있는데, 기본, 외피, 세부에 따라 세 가지 색을 정할 수 있다. 색칠을 하는 부위는 텍스처를 선택하여서만 색칠할 수 있다. 시스템적으로 종족의 상징 색상은 외피의 색상을 따라간다.

##### 의복 생성기
의복 생성기는 플레이어의 종족, 혹은 어떠한 크리처의 의복을 설정하는 편집기이다. 부족 단계에서는 의복 편집기의 여러 의복이 일정한 효과를 증강시켜 주지만, 문명 단계부터 의복은 캐릭터 커스터마이징 역할을 하게 되며, 더 이상의 보너스 능력은 주지 않는다.
의복 역시 부족 단계, 문명 단계, 우주 단계의 의복을 설정해 줄 수 있으며, 보다 높은 단계로 나아갈수록 해당 시대에 어울리는 새로운 의복을 추가로 사용 가능하다.

##### 건물 생성기
건물 생성기는 플레이어가 문명 단계 혹은 우주 단계에서 사용할 수 있는 건물을 생성하는 기능이다. 건물 생성기는 건물의 종류인 시청, 주택, 공장, 오락실 종류가 있으며, 건물의 부품은 어떠한 것도 기능하지 않는다. 건물 생성기는 우주선 생성기와 함께 플레이어가 창작물의 성능에 얽매이지 않고 창작할 수 있는 생성기이기도 하다.

##### 이동수단 생성기
이동수단 생성기는 육상 유닛 생성기, 해양 유닛 생성기, 공중 유닛 생성기 세 가지로 나뉘어지며, 그 안에서 문명 단계의 세 가지 성향처럼 군사적, 경제적, 종교적으로 나뉘어진다. 우주 단계의 우주선 생성기도 존재하며 이 생성기는 우주선의 외양만 결정할 뿐, 어떠한 기능도 추가하지 않는다.
기본적으로 문명 단계에서 사용되는 이동수단은 크리처 생성기와 같이 세 가지 요소에 의해 공격력과 속도, 체력 스탯이 정리된다. 이 스탯은 백분율로 측정되며, 붙여진 기관에 따라 스탯의 수치가 정해진다. 플레이어는 어떠한 한 스탯에 모든 것을 투자하거나, 골고루 분배할 수 있다. 이러한 스탯 역시 문명 단계에서는 유용하게 사용되지만, 우주 단계로 넘어가게 되면 어떠한 요소도 영향을 주지 않게 된다.

##### 대모험 편집기
스포어의 첫 번째 확장팩인 《우주 대모험》에서는 행성을 창조할 수 있게 되는데, 일종의 스테이지를 만드는 기능으로 간주된다. 대모험 편집기에서는 행성 전체를 둘러보며 부분적으로 조형할 수 있으며, 기후, 시간대를 설정할 수 있다. 해수면 역시 설정할 수 있으며 고도별로 토양의 색깔을 지정하거나, 대기나 물의 색깔을 변경할 수 있다. 행성의 모습, 고저차, 식물군 등 행성의 여러 요소들을 편집할 수는 있으나 이렇게 만든 행성을 업로드하여 다른 플레이어의 우주 단계에서 등장시킬 수는 없으며, 행성의 외형과 대모험 시나리오만 업로드 된다.
행성을 만드는 것은 다른 편집기에 비해 비교적 자유롭지 못하다. 행성의 전체 지형은 플레이어가 직접 제작할 수는 없지만, 맥시스에서 기본 제공하는 여러가지 틀 중에서 하나를 골라 세부적으로 편집할 수는 있다. 지형에는 단순한 언덕부터 시작해서 화산, 강과 호수, 바다 등의 지형이 존재하며 행성의 일부를 꾸밀 수 있다. 행성에 존재하는 식물 군계를 설정할 수는 있지만 식물의 위치를 지정하는 것은 불가능하다. 또한 지표면 장식을 만들기 위해서는 15가지 중 하나를 선택해야 하는 등, 다른 창조기에 비해 제한적인 면이 부각된다. 만약 기온이나 대기 밀도와 같은 기후를 극단적으로 설정할 경우, 우주 단계에서 등장하는 T0 행성처럼 위험 요소가 생겨나 플레이어를 위협할 수 있다.
대모험 편집기에서는 텔레포터 등의 위치 이동 기능과 색상별 카드(열쇠), 색상별 문 등의 퍼즐 제작 기능이 존재하고 갖가지 시각 효과를 설정할 수 있다. 배경 음악과 효과음 등을 설정할 수도 있으며 시한폭탄과 같은 물건도 설치할 수 있다. 장식으로는 기존 스포어에 존재했던 장식물이나 여러 가지 모델 등을 배치할 수 있다. 건물과 이동 수단을 설치할 수도 있으며 도로를 형성할 수 있고, 크리처와 이동수단의 인공지능을 설정할 수 있다.
대모험 편집기에서 가장 두드러지는 것은 액트와 목표 기능이다. 목표는 11가지 분류로 세분화 될 수 있다. 이 분류 역시 세 가지로 나뉘어져 있으며, 맨 위에서 소개했던 녹색, 파란색, 붉은색으로 세 가지로 나뉘어진다. 한 액트에서 주어진 목표를 모두 완수해야 다른 액트로 넘어가게 프로그래밍 되어 있으며, 플레이어 제작자들은 이것을 설정해 줄 수 있다.
- 녹색 분류는 사교활동을 통해 달성할 수 있는 목표를 설정한다. 사교 활동을 통해 관계도를 올려야 하는 친구 되기, 친구가 된 크리처를 자신의 무리에 합류시켜야 달성되는 동맹 맺기, 어떠한 물건을 해당 크리처에게 줘야 하는 주기 활동을 지정할 수 있다.
- 파란색 분류는 일반적이거나 중립적인 목표를 설정한다. 집어 들 수 있는 물건을 플레이어가 집어야 하는 집기, 어떠한 물건에 다가가서 지정된 개수만큼 모아야 하는 모으기, 어떠한 물건이나 건물, 대상 등에 다가가는 이동, 어떠한 물건을 한 대상에게 가까이 다가가게 해야 하는 가져오기가 존재한다.
- 붉은색에 있는 분류는 공격 및 전투와 관련된 활동을 통해 달성할 수 있는 목표를 설정한다. 지정된 대상을 일정 수만큼 제거시켜야 하는 제거, 지정된 대상을 다른 대상으로부터 막아야 하는 막기, 지정된 대상이 일정 수 이하로 줄어들지 않게 해야 하는 지키기를 설정할 수 있다.
- 대화는 대상과 대화를 하게 하는 것이다. 게임 중에서 대화 대상을 클릭하면, 제작자가 넣은 문구 그대로 출력되며 대상과 대화하는 듯한 연출을 꾸밀 수 있으며 스토리를 진행시킬 수 있다.

##### 대장 편집기
대장 편집기는 하나의 크리처를 정하여 이 크리처를 우주 단계의 대장으로 만들 수 있다. 대장의 이름을 따로 지정할 수 있으며, 대장에게 대모험에서 필요한 특수 능력들을 부여해 줄 수 있다. 이 대장은 대모험에서 등장인물 및 플레이어로 사용될 수 있다.

#### 삭제된 창조기

##### 식물 창조기
식물 편집기(Flora Editor)는 2005년 일렉트로닉 엔터테인먼트 엑스포에서 인터뷰 당시 "식물을 만들 수 있습니다"(You can make the plants)라는 발언을 통해 공식적으로 알려지게 되었다. "식물 창조기"는 게임이 발매된 후 더미 데이터로서 남아 있으며 실행시킬 수는 있으나 몹시 제한적으로 실행시키는 것만이 가능하다. 식물 창조기에는 뿌리 및 밑동, 줄기, 잎, 열매 네 가지 범주로 구성되어 있으며 크리처 창조기의 입처럼 열매를 어딘가에 달아야 창조물의 저장이 가능하도록 설정되어 있다. 이는 식물 역시 크리처와 같은 다른 창조물처럼 무작위적으로 다운로드 된 콘텐츠가 될 시, 열매가 없는 식물들만 다운받아지면 초식동물 크리처가 설계상 더 이상 플레이할 수 없기 때문이다.
식물 창조기는 정상적인 방식을 통해 접근할 수 없으며, 스포어 실행 파일 바로가기를 생성한 후 추가 옵션을 설정하여 접근할 수 있다. 하지만 완전히 개발 단계 중에 있는 상태이기 때문에 창작물을 저장할 수 없으며, 중간중간 모델이 보이지 않거나 텍스처 매핑이 깨지는 등의 문제가 발생한다. 편법을 통해 식물을 저장하게 되더라도 게임의 정상적인 구동이 불가능하게 된다.

##### 은하 창조기
은하 창조기는 스포어 발표 프레젠테이션에 처음 등장했으며, 인터뷰를 통해서도 언급되고 시연된 바 있다. 인터뷰에서 윌 라이트는 중력 시뮬레이터를 언급하였으며, 별과 행성의 형성을 시뮬레이션하고, 중력을 뒤틀 수 있는 것으로도 알려졌다. 그리고 하나의 항성계도 생성하는 것처럼 묘사되었다.

## 커뮤니티
스포어는 멀티플레이어 게임은 아니지만, EA 계정을 만들어 게임상에서 로그인할 경우 사용자가 만든 콘텐츠(창조물 등)을 중앙 서버에(또는 P2P 방식으로) 업로드하거나 다른 사용자가 만든 콘텐츠를 내려받을 수 있다. 데이터 전송량은 수 킬로바이트 정도로 작다. 플레이어가 생성한 콘텐츠들 중에 우수한 것들은 맥시스가 직접 추려서 공식 웹사이트에 표시하기도 한다.
자체 거름막 기능도 있는데, 다운로드할 콘텐츠의 내용을 "맥시스가 공식적으로 허가한 콘텐츠", "친구가 만든 콘텐츠"로 한정하거나 사용자가 생성한 콘텐츠를 받지 않을 수도 있다.
스포어캐스트는 특정한 플레이어의 진행 과정을 RSS 방식으로 볼 수 있는 방식이며, 구독하거나 직접 발행할 수도 있다.
또 자신이 만든 창조물을 편집기의 "테스트 모드"에서 동영상으로 녹화해, 유튜브에 바로 올릴 수도 있다. 유튜브에 올린 동영상의 설명란에는 "Uploaded by Spore"라는 설명이 추가된다.

## 스포어피디아
스포어피디아는 말 그대로 플레이어의 창조물을 기록해놓는 커다란 백과사전이며. 게임의 중요한 부분으로 게임 진행을 도와주는 도움말은 물론, 생명체의 연대기나 상세 부분, 도전 과제 등을 항상 기록하여 플레이어가 원할 경우 바로 보여준다. 플레이어는 자신의 크리처를 공식 홈페이지에 업로드하거나 게임 내 공유로 자신의 창조물을 다른 플레이어와 공유할 수 있다.

## 평가
| 통합 점수      | 통합 점수 |
| 통합사         | 점수      |
| -------------- | --------- |
| 게임랭킹스     | 84.40%    |
| 메타크리틱     | 84%       |
| 평론 점수      |           |
| 평론사         | 점수      |
| 1UP.com        | B+        |
| 유로게이머     | 9/10      |
| 게임 인포머    | 8.75/10   |
| 게임프로       | 4/5       |
| 게임스팟       | 8.0/10    |
| 게임스파이     | 4.5/5     |
| IGN            | 8.8/10    |
| PC 게이머 (UK) | 91%       |
| PC 게이머 (US) | 91%       |
| 엑스플레이     | 5/5       |
| Wired          | 7/10      |

| 수상   | 수상                       |
| 평론사 | 수상                       |
| ------ | -------------------------- |
| BAVGA  | Best Technical Achievement |

## 비판

### DRM 시스템
스포어는 처음 디지털 저작권 보호장치(DRM, Digital Rights Management)를 사용하여 최대 3번까지만 설치할 수 있게 제한하였고, 게임을 삭제해도 초기화되지 않으며, 설치 제한을 풀려면 EA에 연락을 해야 하게 함으로써 게이머들의 불만이 쏟아졌다. EA는 설치 제한 횟수를 5회로 증가시켰지만 게이머들의 불만은 가라앉지 않았다. 이러한 상황에서 스포어의 설치횟수 제한을 없애주는 크랙 버전이 비트토렌트 등을 통해 유포되었고 50만회 이상 다운로드 되었다. 결국 EA는 설치 횟수 제한을 풀겠다고 발표한다.

### 진화론
스포어는 일부 기독교인들로부터 공격을 받고 있다. 가장 논란이 되었던 사이트인 안티스포어(Antispore.com)에서는 스포어를 어린 아이들에게 기독교의 전통 가치관인 창조론에 대해서 부정적인 인식을 심어준다는 이유를 들며 공격하고 있는 것으로 알려졌으나, 이는 거짓 장난으로 드러났다.

### Sporn 사건
Sporn은 게임의 이름 Spore와 포르노그래피의 합성어이다. 이것은 게임의 초기 패치 당시, 업적 목록에 존재했던 'Bad Baby!'라는 도전 과제 때문에 생긴 사건이다. 해당 도전 과제는 "자신이 만든 창조물이 다른 사람의 게임에 다운로드 된 뒤 삭제되는 것"이 조건이었는데, 이 도전과제를 달성하기 위해 고의적으로 생식 기관을 형상화한 크리처나 건물, 이동수단이나 성행위와 관련된 형태를 하고 있는 크리처, 우주 단계에서 만나 해당 크리처가 무역 등으로 웃는 표정을 짓게 될 시 외설적인 표정을 하게 되는 크리처 등의 창작물이 배포되었다. 윌 라이트는 이러한 사건에 대해 스포어 크리처 창조기로 창조된 외설적인 창조물들에 대해 불쾌하지 않다고 답했다. 또한 그 중 일부는 흥미롭다고 덧붙였다.  해당 사건이 일어난 이후 스포어의 다음 업데이트에서 곧바로 해당 도전 과제가 삭제되었다. Sporn 사건은 맥시스 팬들 사이에서 매년 특정한 일자가 되면 모든 NPC가 외설적인 행동을 하던 심콥터와 더불어 맥시스의 최대 실수로 꼽히고 있다.

## 프랜차이즈
스포어는 하나의 프랜차이즈이기도 하다. 아래는 스포어의 또 다른 스핀오프작들이다.
- 스포어 크리처 (en:Spore Creatures) - 닌텐도 DS
- 스포어 히어로 (en:Spore Hero) - 닌텐도 DS
- 스포어 히어로 아레나 (en:Spore Hero Arena) - 닌텐도 Wii
- 스포어 오리진 (en:Spore Origins) - 모바일 게임
- 다크스포어(영어판) - PC